# Козио ди Ароша
Ко̀зио ди Аро̀ша (на италиански: Cosio di Arroscia; на лигурски: Cüxe, Куже) е село и община в Северна Италия, провинция Империя, регион Лигурия. Разположено е на 721 m надморска височина. Населението на общината е 245 души (към 2011 г.).